# مکس مارچین
مکس مارچین (لهستانی: Max Marcin؛ ۵ مه ۱۸۷۹ – ۳۰ مارس ۱۹۴۸) یک نویسنده، فیلم‌نامه‌نویس، کارگردان فیلم اهل لهستان بود.
او دانش‌آموختهٔ کالج شهری نیویورک بود و مابین سال‌های ۱۹۱۶ تا ۱۹۳۸ در حدود ۲۰ نمایش‌نامه در تئاتر برادوی نوشت یا تهیه کرد و فیلم‌نامه ۴۷ فیلم را به رشتهٔ تحریر درآورد.
از فیلم‌ها یا مجموعه‌های تلویزیونی که وی در آن‌ها نقش داشته است می‌توان به سه روح زنده و خیابان‌های شهر اشاره نمود.